# ویزنتال
ویزنتال (به آلمانی: Wiesenthal) یک شهر در آلمان است که در وارتبورگکرایس واقع شده‌است. ویزنتال ۷۹۲ نفر جمعیت دارد.